# Eudyptula
Genre
Le genre Eudyptula comprend possiblement deux espèces de manchots.

## Liste des espèces
D'après la classification de référence (version 2.2, 2009) du Congrès ornithologique international (ordre phylogénique) :
- Manchot pygmée – Eudyptula minor (Forster, 1781)
  - Le Manchot à ailerons blancs (Eudyptula minor albosignata est la sous-espèce du Manchot pygmée (Eudyptula minor). Elle a été considérée autrefois comme une espèce à part entière (Eudyptula albosignata).